# کارلوس ساینز
کارلوس ساینز (اسپانیایی: Carlos Sainz‎؛ زادهٔ ۱۲ آوریل ۱۹۶۲) راننده رالی اهل اسپانیا است.
وی که عضو تیم‌های تیم رالی جهانی فورد، تویوتا موتوراسپورت، لانچیا، تیم رالی جهانی سوبارو و تیم رالی جهانی سیتروئن بوده در سال‌های ۱۹۹۰ و ۱۹۹۲ قهرمان رالی قهرمانی جهان شده است.